# Robbert Kemperman

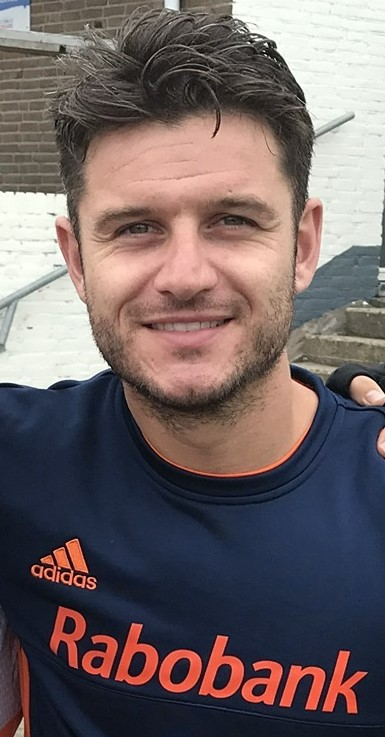
Robbert Huib Kemperman (2019)

Robbert Huib Kemperman (* 24. Juni 1990 in Nijmegen) ist ein niederländischer Hockeyspieler, der bei den Olympischen Spielen 2012 die Silbermedaille gewann. 2014 und 2018 war er mit der niederländischen Nationalmannschaft Weltmeisterschaftszweiter und 2010 Weltmeisterschaftsdritter. Bei Europameisterschaften gewann er dreimal Gold, einmal Silber und zweimal Bronze.

## Sportliche Karriere
Der 1,86 m große Robbert Kemperman spielte von 2008 bis 2021 in der Nationalmannschaft. In 228 Länderspielen erzielte der Mittelfeldspieler 52 Tore.
Seine erste internationale Medaille war die Bronzemedaille bei der Europameisterschaft 2009 in Amstelveen. Im Jahr darauf belegten die Niederländer bei der Weltmeisterschaft 2010 in Neu-Delhi in der Vorrunde den zweiten Platz hinter der deutschen Mannschaft. Nach einer 1:2-Halbfinalniederlage gegen die Australier bezwangen die Niederländer im Kampf um Bronze die Engländer mit 4:3. 2011 erreichten die Niederländer das Finale bei der Europameisterschaft in Mönchengladbach, unterlagen dann aber der deutschen Mannschaft mit 2:4. Bei den Olympischen Spielen 2012 in London gewannen die Niederländer ihre Vorrundengruppe vor der deutschen Mannschaft, die sie im Vorrundenspiel mit 3:1 bezwangen. Im Halbfinale besiegten sie die Briten mit 9:2. Im Finale trafen die Niederländer wieder auf die deutschen Herren und unterlagen diesmal mit 1:2.
2013 bei der Europameisterschaft in Boom unterlagen die Niederländer im Halbfinale der deutschen Mannschaft, das Spiel um Bronze gewannen sie gegen die Engländer. 2014 waren die Niederlande Gastgeber der Weltmeisterschaft in Den Haag. Die Niederländer gewannen ihre Vorrundengruppe und bezwangen im Halbfinale die Engländer mit 1:0. Im Finale unterlagen sie den Australiern mit 1:6. 2015 bei der Europameisterschaft in London siegten die Niederländer im Finale mit 6:1 gegen die deutsche Mannschaft. 2016 bei den Olympischen Spielen in Rio de Janeiro belegten die Niederländer in der Vorrunde den zweiten Platz hinter der deutschen Mannschaft aber vor den Argentiniern. Im Viertelfinale bezwangen sie die australische Mannschaft mit 4:0, unterlagen dann aber im Halbfinale den Belgiern mit 1:3. Im Spiel um Bronze verloren die Niederländer gegen die Deutschen im Penalty-Schießen.
2017 waren die Niederlande in Amstelveen Gastgeber der Europameisterschaft. Nach dem ersten Platz in der Vorrunde und einem 3:1 über die englischen Herren im Halbfinale gewannen die Niederländer das Finale gegen die Belgier mit 4:2. Bei der Weltmeisterschaft 2018 in Bhubaneswar waren die Niederlande in der Vorrunde Zweite hinter den Deutschen. Mit Siegen über Kanada und Indien erreichten die Niederländer das Halbfinale, das sie im Penalty-Schießen gegen die australische Mannschaft gewannen. Im Finale trafen dann wie bei der Europameisterschaft 2017 die Niederlande und Belgien aufeinander, die Belgier gewannen das Spiel im Penalty-Schießen. Drei Jahre später bei der Europameisterschaft 2021 in Amstelveen gewannen die Niederländer ihre Vorrundengruppe vor den Deutschen, wobei das direkte Duell 2:2 endete. Im Finale trafen die beiden Mannschaften wieder aufeinander und noch einmal endete das Spiel mit 2:2, die Niederländer gewannen den Titel im Shootout. Kemperman erzielte im Finale einen Treffer in der regulären Spielzeit und einen Treffer im Shootout. Bei den Olympischen Spielen in Tokio schied die niederländische Mannschaft im Viertelfinale nach Penaltyschießen gegen die Australier aus.
Auf Vereinsebene begann Robbert Kemperman bei RKHV Union in Nijmegen und spielte dann von 2005 bis 2010 für HC ’s-Hertogenbosch. Nach zwei Jahren in Köln beim KTHC Stadion Rot-Weiss wechselte Kemperman 2012 nach Utrecht zum SV Kampong, mit dem er 2017 und 2018 den niederländischen Meistertitel gewann.